# Clonostachys rosea
Clonostachys rosea f. rosea (Link) Schroers, Samuels, Seifert & W. Gams (1999), ist die Nebenfruchtform (Anamorph) des Schlauchpilzes Bionectria ochroleuca (Schwein.) Schroers & Samuels (1997) aus der Familie der Bionectriaceae, er gehört zur nichtsystematischen Gruppe der imperfekten Pilze. Synonyme Bezeichnungen der Art sind: Gliocladium roseum Bainier (1907), Clonostachys araucaria Corda (1939), Clonostachys araucaria var. confusa Pinkerton (1936), Clonostachys rosea (Link) Schroers, Samuels, Seifert & W. Gams (1999), Gliocladium aureum Rader (1948), Haplotrichum roseum (Link) Corda, und Penicillium roseum Link (1816).

## Merkmale
Clonostachys rosea f. rosea bildet wirtelige und pinselartige Konidienträger, an deren Enden asexuelle Sporen (Konidien) gebildet werden, die Kolonien sind im Reifezustand rosa gefärbt. Relativ selten wird die Hauptfruchtform (Teleomorph) gefunden, die durch die sexuelle Fortpflanzung charakterisiert ist. Die sexuell gebildeten Sporen entstehen in Schläuchen (Asci).

## Ökologie
Clonostachys rosea f. rosea ist weit verbreitet, wächst im Erdboden und in verrottenden Pflanzenteilen, wobei er besonders in stark verrottendem pflanzlichem Material nicht selten gefunden wird. Der Pilz kann andere Pilzarten (vor allem Kleinpilze wie Schimmelpilze etc.) besiedeln und parasitieren. Manche Pflanzenwurzeln regen die im Boden ruhenden Sporen von Clonostachys rosea zum Keimen an. Der Pilz kann dann in die Wurzelrinde eindringen ohne der Pflanze zu schaden. In geschwächten Pflanzen kann C. rosea auch zum Parasiten werden und in weitere Teile der Pflanze vordringen.

## Bedeutung
C. rosea kann ein weites Spektrum vom mikroskopischen Pilzen besiedeln und parasitieren, so zum Beispiel auch Verticillium-Arten, die große Schäden in Baumschulen, Gärtnereien und Obstbaubetrieben verursachen können. Aus diesem Grund gibt es zahlreiche Versuche, Clonostachys rosea zur Bekämpfung von Pflanzenkrankheiten, die durch parasitische Pilze hervorgerufen werden, einzusetzen. In vielen Praxisversuchen konnten bei unterschiedlichsten Kulturpflanzen und unterschiedlichsten pflanzenparasitischen Pilzarten (und pilzähnlichen Organismen wie z. B. Phytophthora-Arten) bereits beachtliche Bekämpfungserfolge erzielt werden.

## Mykodiesel
Im Jahre 2008 berichtete der amerikanische Pflanzenphysiologe und Biochemiker Gary A. Strobel, dass in Patagonien in Chilenischen Scheinulmen und Araukarien gefundener Stamm dieser Pilzart (als Gliocladium roseum [NRRL 50072] bezeichnet), beim Wachstum unter anaeroben Bedingungen aliphatische Kohlenwasserstoffe, Ester, Alkohole und Fettsäuren produziert, wenn auch in sehr geringer Menge. NRRL 50072 ist die Bezeichnung unter der dieser Pilz in der öffentlichen Stammsammlung der „Agricultural Research Service Culture Collection“ (früher Northern Regional Research Laborator) des US-Landwirtschaftsministerium in Peoria, USA, hinterlegt wurde, von wo er für Forschungsarbeiten bezogen werden kann.
Weil einige der vom Pilz gebildeten Kohlenwasserstoffe als Dieselkraftstoff Verwendung finden könnten, wurde über diese Entdeckung auch in der Tagespresse ausführlich berichtet. Dabei wurde der fälschliche Eindruck erweckt, dass diese Pilzart neu entdeckt sei und nur auf Araukarien und Chilenischen Scheinulme wachse. Teilweise wurde das Gebiet, in dem er gefunden wurde, auch mit dem tropischen Regenwald verwechselt.

## Entdeckungsgeschichte und Nomenklatur
Die Art wurde 1816 von Heinrich Friedrich Link als Penicillium roseum beschrieben, er wurde in verschiedene Gattungen eingeordnet. Die derzeit gültige Benennung als Clonostachys rosea erfolgte 1999 durch Hans-Josef Schroers, Gary J. Samuels, Keith A. Seifert und Walter Gams, nachdem festgestellt wurde, dass die Gattung Gliocladium, in der die Art 1907 von Bainier eingeordnet wurde, sehr verschiedene, nicht miteinander verwandte Arten umfasste. Teleomorph und Holomorph (der Pilz in all seinen möglichen Erscheinungsformen) tragen den Namen Bionectria ochroleuca (Schw.) Schroers & Samuels. Veränderungen in der Nomenklatur, die durch neueste Abänderungen des International Codes für Botanische Nomenklatur zu erwarten sind, haben bisher noch so gut wie keinen Eingang in die Literatur gefunden. Diese Veränderungen beruhen darauf, dass der Paragraph über „Pleomorphismus“ im International Code gestrichen wurde. Dieser Paragraph besagte, dass bei Pilzarten, die in unterschiedlichen Formen (Teleomorph und Anamorphe) auftreten können, für unterschiedliche Formen (Morphe) auch unterschiedliche Namen vergeben werden durften.

## Verwendung als Pflanzenschutzmittel
Das kanadische Unternehmen Bee Vectoring Technologies International nutzt den Pilz Clonostachys rosea für das patentierte Pflanzenschutzmittel CR-7. Dabei nehmen die Bienen beim Verlassen der speziell angepassten Bienenstöcke die Pilzsporen auf und bringen sie zur Pflanze. Dort wird der Pilz von den Pflanzen aufgenommen und kann auf diese Weise vor Schädlingen und Krankheiten schützen. Das Pflanzenschutzmittel ist dabei rein natürlich und es sind keine chemischen Zusätze notwendig, um die Pflanze zu schützen. Die Landwirte sparen sich somit die Kosten für konventionelle Pestizide und können ihre Erzeugnisse als Bio-Waren vermarkten.